# Chiềng Pha
Chiềng Pha là một xã thuộc huyện Thuận Châu, tỉnh Sơn La, Việt Nam. Nằm ở phía Bắc -Tây Bắc của huyện. Diện tích tự nhiên 26,12 km², dân số 6.860 người, mật độ dân số 263 người/km². Gồm 5 dân tộc chính: Kinh, Thái, Khơ Mú, Kháng, La Ha. Xã có 17 bản: Chộ, Muông, Nà Khoang, Nà Ta, Ngà, Tạng Phát, Nà Heo, Lọng Phạng, Trọ, Hưng Nhân, Nà Trại, Chiên Luông Mai, Sai, Hán, Nong Lào, Quỳnh Thuận, Huổi Tát, với 1.520 hộ.
Kinh tế phát triển chủ yếu: Hoạt động nông nghiệp, trồng cây công nghiệp và hoạt động buôn bán nhỏ lẻ. phần lớn cây công nghiệp được phân bố ở bản Nong Lào, còn lại là cây nông nghiệp chủ yếu là lúa nước và ngô
Xã Chiềng Pha có diện tích 26,45 km², dân số năm 1999 là 5587 người, mật độ dân số đạt 211 người/km².